# S-Нитрозо-N-ацетилпеницилламин
S-Нитрозо-N-ацетилпеницилламин, или N-ацетил-3-(нитрозотио)-DL-валин (англ. S-Nitroso-N-acetylpenicillamine, SNAP) — производное пеницилламина, относится к S-нитрозотиолам. SNAP используется в клеточной биологии в качестве донора оксида азота NO. 